# Водолажское (Межевский район)
Водолажское (укр. Водолазьке) — село,
Новогригоровский сельский совет,
Межевский район,
Днепропетровская область,
Украина.
Код КОАТУУ — 1222685203. Население по переписи 2001 года составляло 373 человека.

## Географическое положение
Село Водолажское находится на левом берегу реки Бык,
выше по течению на расстоянии в 3 км расположено село Славянка,
ниже по течению на расстоянии в 4 км расположено село Троицкое (Петропавловский район),
на противоположном берегу — село Новогригоровка.
Рядом с селом большой пруд.
Рядом проходят автомобильная дорога М-04 (E 50) и
железная дорога, станция Славянка в 7 км.